# Roger Ailes
Roger Eugene Ailes (Warren, 15 maggio 1940 – Palm Beach, 18 maggio 2017) è stato un produttore televisivo e giornalista statunitense, a lungo presidente e CEO di Fox News, Fox Television Stations e 20th Television.

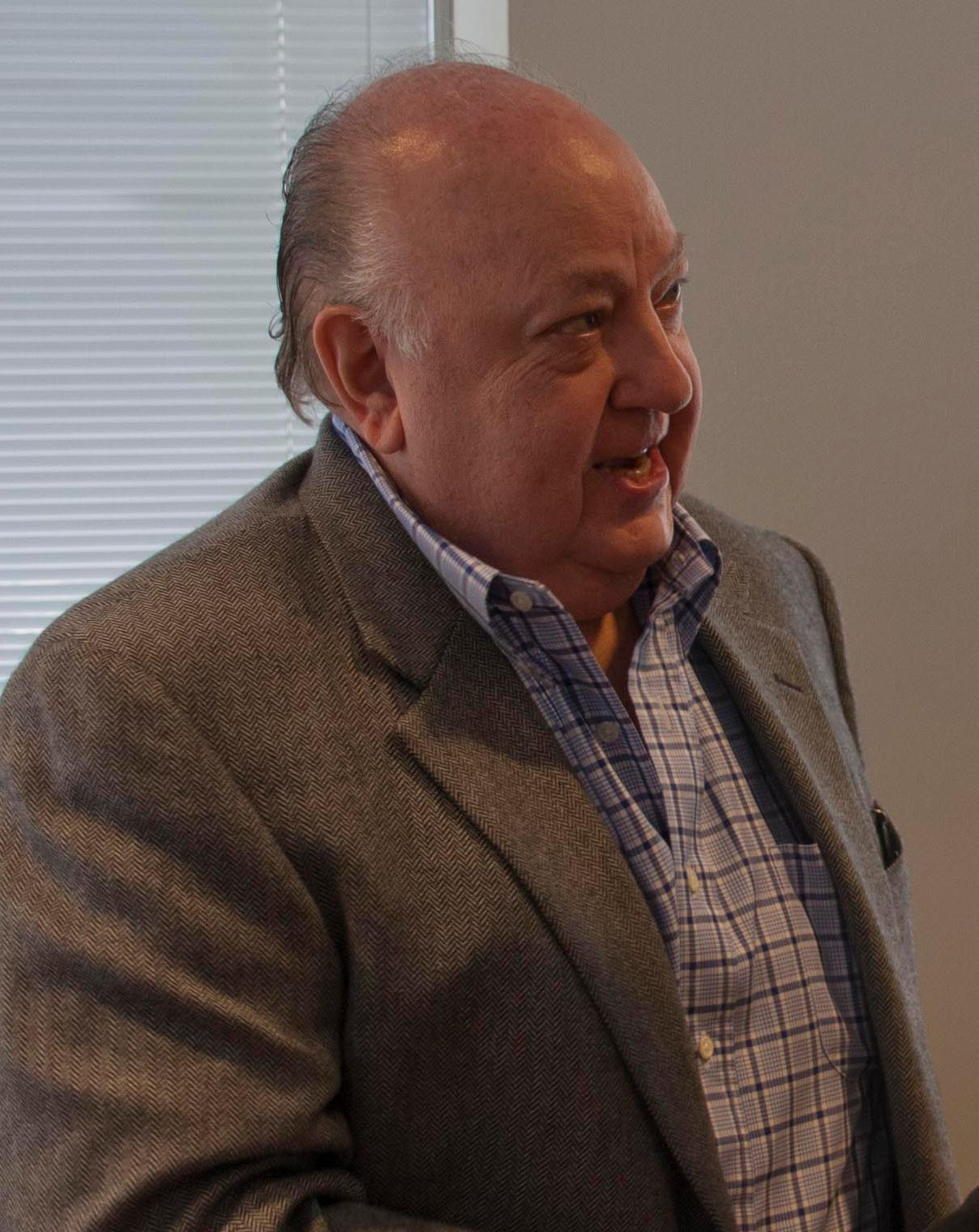
Ailes nel giugno 2013

Ailes, apertamente repubblicano, è stato inoltre consulente mediatico per le campagne elettorali dei presidenti Richard Nixon, Ronald Reagan e George H. W. Bush. Nel luglio 2016, diede le dimissioni lasciando Fox News a seguito di uno scandalo dovuto a delle accuse di molestie sessuali ai danni di alcune sue dipendenti, tra cui Gretchen Carlson e Megyn Kelly. Poco tempo dopo aver lasciato la Fox divenne consigliere per la campagna presidenziale di Donald Trump. Affetto da emofilia, morì il 18 maggio 2017 all'età di 77 anni a causa di un ematoma subdurale aggravato dalla malattia.

## Biografia
Ailes è nato e cresciuto nella città industriale di Warren, Ohio, figlio di Robert Eugene Ailes Sr. e Donna Marie Ailes (nata Cunningham). Il padre di Ailes era un genitore autoritario, spesso fisicamente e verbalmente violento; sulla madre, Ailes in seguito ricordò che ella temeva la sua emofilia ed era fisicamente affettuosa solo "una volta ogni tanto". I suoi genitori divorziarono nel 1960.
Ailes era appunto emofiliaco, patologia per cui soffrì sin da bambino, venendo spesso ricoverato in ospedale. Nel 1962, Ailes si laureò all'Università dell'Ohio, dove si è specializzato in telecomunicazione e ha lavorato come direttore della stazione radio studentesca per due anni.

### Carriera

#### Inizi nella televisione
La carriera di Ailes in televisione è iniziata a Cleveland e Philadelphia, dove ha iniziato come prima assistente di produzione, poi come produttore e infine come produttore esecutivo per l'azienda KYW-TV per un talk-varietà di livello locale. Ha continuato come produttore esecutivo per lo show quando è stato sindacato a livello nazionale, vincendo anche due Emmy nel 1967 e nel 1968.

#### La consulenza politica

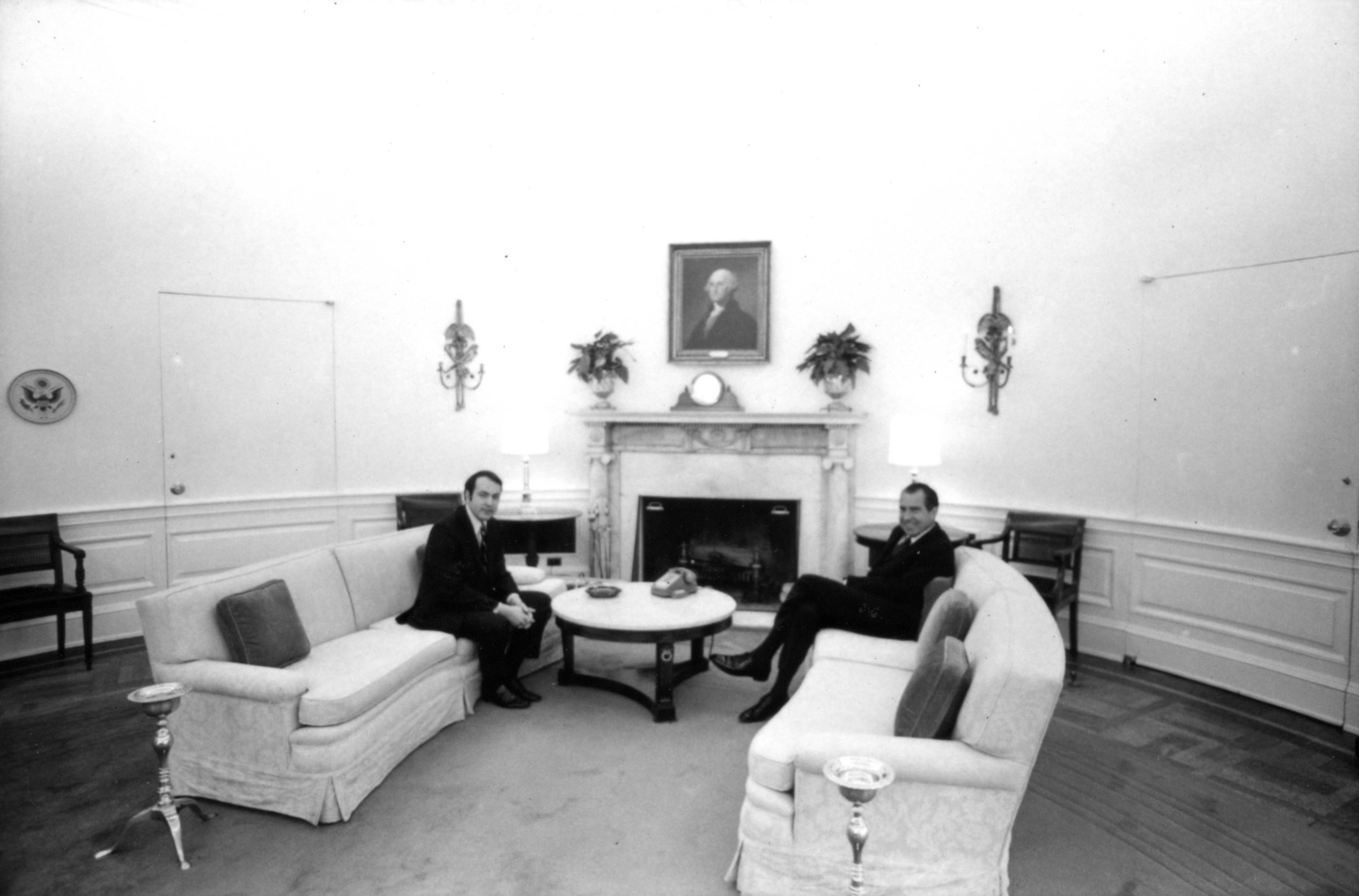
Ailes con il presidente Richard Nixon nel 1969

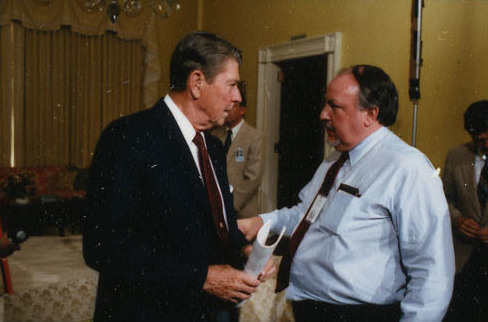
Ailes con il presidente Ronald Reagan nel 1986

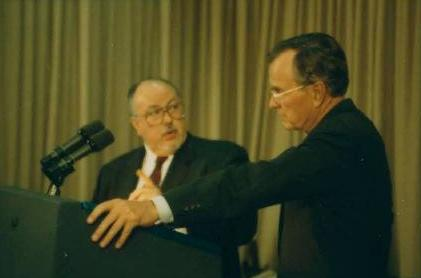
Ailes con il presidente George H. W. Bush nel 1990

Nel 1967, Ailes ebbe una vivace discussione sul ruolo della televisione in politica con uno degli ospiti del suo show, Richard Nixon. Successivamente, Nixon ha chiamato Ailes come suo produttore esecutivo per la televisione per la sua campagna presidenziale. La campagna presidenziale di successo di Nixon è stata la prima avventura di Ailes sotto i riflettori politici.
Nel 1984, Ailes lavorò alla campagna per la rielezione di Ronald Reagan. Ad Ailes fu anche attribuita (insieme con il collega consulente Lee Atwater) la vittoria di George H. W. Bush alle elezioni presidenziali su Michael Dukakis.
L'ultima campagna elettorale a cui Ailes partecipò come consulente (prima di quella di Donald Trump a presidente del 2016) fu quella di Richard Thornburgh per il Senato degli Stati Uniti in Pennsylvania nel novembre 1991, che risultò un fallimento. A seguito di questa sconfitta, annunciò il suo ritiro dalle consulenze politiche nel 1991.
Giorni dopo gli attentati dell'11 settembre 2001, Ailes ha consigliato al presidente George W. Bush che il pubblico americano sarebbe stato paziente finché fosse stato convinto che Bush stesse usando le misure più dure possibili. La corrispondenza è stata rivelata nel libro di Bob Woodward Bush at War. Criticato per aver dato consigli politici, Ailes si è scagliato contro Woodward, dicendo "Woodward ha sbagliato tutto, come al solito" e "La ragione per cui non è ricco come Tom Clancy è che sia lui che Clancy si inventano le cose, ma Clancy prima si informa”. Ailes ha rifiutato di rilasciare una copia del promemoria che ha inviato a Bush.

#### Libro
Nel 1988 Ailes ha scritto un libro, con la collaborazione di Jon Kraushar, intitolato You Are the Message: Secrets of the Master Communicators.

#### America's Talking
In seguito Ailes è tornato in televisione, questa volta concentrandosi sui notiziari via cavo. Nel 1993 è diventato presidente della CNBC e in seguito ha creato il canale "America's Talking", che sarebbe poi diventato la MSNBC. Ha ospitato un programma di interviste su America's Talking. Nel 1995, la NBC assunse uno studio legale per condurre un'indagine interna dopo che Roger Ailes avrebbe chiamato il dirigente della NBC David Zaslav un "piccolo coglione ebreo del cazzo". Questo non è stato confermato come motivo della sua partenza.

#### 20th Television/Fox News
Ailes è stato assunto dal presidente di News Corp Rupert Murdoch nel 1996 per diventare CEO di Fox News. Grazie a lui già nel gennaio 2002, appena 5 anni dopo la sua fondazione, Fox News divenne leader del suo settore superando la CNN come canale di notizie via cavo più seguito.
Dopo l'allontanamento di Lachlan Murdoch da News Corporation, Ailes è stato nominato presidente del gruppo Fox Television Stations il 15 agosto 2005.
Nel gennaio 2011 400 rabbini, inclusi leader di vari rami dell'ebraismo negli Stati Uniti, hanno pubblicato una lettera aperta sul Wall Street Journal in occasione della Giornata della memoria dell'Olocausto designata dalle Nazioni Unite. Hanno invitato Rupert Murdoch a sanzionare il commentatore di Fox News Glenn Beck per il suo uso dell'Olocausto per "screditare qualsiasi individuo o organizzazione con cui non sei d'accordo". Un dirigente di Fox News ha respinto la lettera, definendola il lavoro di una "organizzazione politica di sinistra sostenuta da George Soros". Si dice anche che Ailes una volta si riferisse ai suoi critici ebrei come "rabbini di sinistra".
Sempre nel 2011, Ailes è stato criticato per essersi riferito ai dirigenti della rete radiofonica pubblica NPR come "nazisti" per aver licenziato un analista di notizie, Juan Williams, dopo che Williams aveva fatto commenti considerati offensivi dalla NPR. Ailes si è scusato con un gruppo ebraico, ma non con NPR, per aver usato l'espressione, scrivendo all'Anti-Defamation League (ADL): "Ovviamente stavo improvvisando e non avrei dovuto scegliere quella parola, ma in quel momento ero arrabbiato a causa della volontà della NPR di censurare Juan Williams per non essere abbastanza liberale... La mia opinione ora considerata "brutta e inflessibile bigotta" avrebbe funzionato meglio".
L'ADL ha accolto e accettato le scuse attraverso il suo Direttore Nazionale, Abraham Foxman; in una lettera successiva al Wall Street Journal, Foxman ha affermato che sia Ailes che Beck erano "professionisti pro-Israele". Nell'ottobre 2012 il suo contratto con la rete è stato rinnovato per quattro anni, fino al 2016. Se completato, sarebbe stato capo di Fox News Channel per 20 anni. I termini salariali non sono stati resi pubblici, sebbene i suoi guadagni per l'anno fiscale 2012 siano stati di 21 milioni di dollari comprensivi di bonus. Oltre a dirigere Fox News e presiedere le stazioni televisive Fox, Ailes ha anche presieduto la 20th Television, MyNetworkTV e Fox Business Network.

##### Casi di molestie sessuali
In un libro pubblicato nel 2014, Gabriel Sherman ha affermato che, negli anni '80, Ailes avrebbe offerto un aumento a una produttrice televisiva se fosse andata a letto con lui. Fox News ha negato l'accusa e ha respinto l'autenticità del libro di Sherman.
Il 6 luglio 2016, l'ex anchor di Fox News Gretchen Carlson ha intentato una causa per molestie sessuali contro Ailes. Le accuse di Carlson sono state una spinta per più di una dozzina di dipendenti donne della 21st Century Fox a farsi avanti riguardo alle proprie esperienze con il comportamento di Ailes. Carlson ha affermato di essere stata licenziata per aver respinto le avances di Ailes. Ailes, attraverso il suo avvocato, Susan Estrich, ha negato le accuse. Tre giorni dopo, Sherman ha riportato i resoconti di sei donne (due pubblicamente e quattro anonime) che hanno accusato Ailes di molestie sessuali. In risposta, l'avvocato di Ailes ha rilasciato una dichiarazione: "È diventato ovvio che la signora Carlson e il suo avvocato stanno cercando disperatamente di intentare causa alla stampa perché non hanno alcun caso legale da discutere. Le ultime accuse, tutte da 30 a 50 anni, sono false."

##### Dimissioni
Dieci giorni dopo, il New York magazine riferì che una revisione interna delle affermazioni di Carlson si era estesa a una revisione più ampia della gestione di Ailes. Ha anche affermato che Rupert Murdoch e i suoi figli, Lachlan e James, avevano visto abbastanza informazioni nella revisione preliminare per concludere che Ailes doveva andarsene. Tuttavia, non erano d'accordo sui tempi; James voleva Ailes fuori immediatamente, mentre Rupert e Lachlan volevano aspettare fino a dopo la Convention nazionale repubblicana. Il 19 luglio, New York Times ha riportato le dichiarazioni di Megyn Kelly, la quale ha sostenuto che Ailes le avesse mosso avance sessuali indesiderate agli inizi della sua carriera giornalistica. La rivista ha anche riferito che i Murdoch avevano dato ad Ailes un ultimatum: dimettersi entro il 1 agosto o essere licenziato.
Il 21 luglio 2016, Ailes si è dimesso da Fox News, ricevendo una liquidazione di 65 milioni di dollari dalla 21st Century Fox (l'allora società madre di 20th Century Fox e Fox News). Rupert Murdoch gli successe come presidente e amministratore delegato ad interim fino alla nomina di un sostituto permanente.
Rimase comunque consigliere di Murdoch fino alla sua morte nel 2017.

#### Dopo 20th Television e Fox News
Dopo le dimissioni di Ailes, la analista politica Andrea Tantaros ha affermato nell'agosto 2016 di aver contattato i dirigenti di Fox News in merito al comportamento di Ailes nei suoi confronti nel 2015. Ha dichiarato che le sue accuse hanno portato prima alla sua retrocessione e poi alla sua messa in onda nell'aprile 2016. Tantaros ha intentato una causa contro Fox News nell'agosto 2016 per molestie sessuali, accusando anche Bill O'Reilly e Scott Brown.
L'8 agosto 2016, Shelley Ross, scrivendo per The Daily Beast, ha descritto il suo incontro di molestie sessuali con Ailes nel 1981. Ha affermato che durante una riunione a pranzo Ailes le ha chiesto: "Quando hai scoperto per la prima volta di essere sexy?" Quando Ross ha spiegato ad Ailes che trovava la conversazione "molto imbarazzante", ha risposto che "la migliore espressione di lealtà arriva sotto forma di un'alleanza sessuale". Il mese successivo, la 21st Century Fox ha annunciato di aver risolto una causa con Carlson per le sue accuse di molestie contro Ailes. stato anche riferito che la 21st Century Fox ha stabilito accordi separati con almeno altre due donne che si sono lamentate di Ailes.
Nel novembre 2016, l'ancora di Fox News Megyn Kelly ha scritto nel suo libro sui dettagli delle sue accuse di abusi sessuali contro Ailes. Secondo Kelly, quando si è unita per la prima volta a Fox News, Ailes avrebbe avuto incontri con lei, durante i quali avrebbe fatto commenti sessuali. Kelly sostiene di aver anche provato a baciarla più volte durante una riunione a porte chiuse, ma è riuscita a scappare e a lasciare l'ufficio. Dopo quell'incidente nel 2006, Kelly afferma che Ailes non l'ha più molestata sessualmente. Poi, nel 2016, quando Gretchen Carlson ha denunciato per la prima volta gli abusi sessuali, la 21st Century Fox ha fatto pressioni su Kelly per difendere Ailes, cosa che si è rifiutata di fare.
Nel 2016, dopo aver lasciato Fox News, è diventato consigliere della campagna presidenziale di Donald Trump.

### Morte
In un estratto del libro del 2013 da Roger Ailes: Off Camera, Ailes ha affrontato il tema della morte, dicendo: "A causa della mia emofilia, sono stato preparato ad affrontare la morte per tutta la vita. Quando arriverà, starò bene, calmo. Mi mancherà la vita, però. Soprattutto la mia famiglia".
Il 10 maggio 2017, Ailes ha battuto la testa a seguito di una caduta nella sua casa di Palm Beach, in Florida. Morì il 18 maggio, tre giorni dopo il suo 77º compleanno. Il medico legale della contea di Palm Beach ha attribuito la sua morte a un ematoma subdurale, aggravato dall'emofilia. Sua moglie, Elizabeth, ha annunciato la sua morte in una dichiarazione sul Drudge Report.

## Vita privata
Ailes è stato sposato tre volte, di cui i primi due matrimoni si sono conclusi con un divorzio: è stato sposato la prima volta con Marjorie White dal 1960 al 1977 e la seconda volta con Norma Ferrer dal 1981 al 1995.
Il 14 febbraio 1998 ha sposato la sua terza moglie Elizabeth Tilson, con cui ha avuto il suo unico figlio, Zachary.
Ailes era un amico di lunga data della giornalista Barbara Walters.

## Nella cultura di massa
- Nel 2019 Russell Crowe ha interpretato Roger Ailes nella miniserie di The Loudest Voice, grazie a cui ha vinto un Golden Globe per la performance.[53]
- Nello stesso anno, esce il film Bombshell, diretto Jay Roach, in cui Ailes è stato interpretato da John Lithgow, ricevendo ampi apprezzamenti dalla critica.[54]

## Biografie sulla sua vita
- Kerwin Swint, Dark Genius: The Influential Career of Legendary Political Operative and Fox News Founder Roger Ailes, Union Square Press, 2008, ISBN 978-1-4027-5445-6.
- David Brock, The Fox Effect: How Roger Ailes Turned a Network into a Propaganda Machine, Anchor, 2012, ISBN 978-0-307-27958-3.
- Ze'ev Chafets, Roger Ailes: Off Camera, Sentinel, 2013, ISBN 978-1-59523-108-6.
- Gabriel Sherman, The Loudest Voice In The Room: How The Brilliant, Bombastic Roger Ailes Built Fox News – And Divided A Country, Random House, 2014, ISBN 978-0-8129-9285-4.

## Documentari
- Divide and Conquer: The Story of Roger Ailes (documentario del 2018 diretto da Alexis Bloom)